# Аркос-де-Халон
Аркос-де-Халон (ісп. Arcos de Jalón) — муніципалітет в Іспанії, входить у провінцію Сорія у складі автономного співтовариства Кастилія-і-Леон. Муніципалітет розташований у складі району (комарки) Тьєрра-де-Медінаселі. Площа 441,54 км². Населення 1863 чоловіка (на 2006 рік). 

Аркос-де-Халон на мапі провінції Сорія

| Іспанія | Це незавершена стаття з географії Іспанії. Ви можете допомогти проєкту, виправивши або дописавши її. |